# Kataomoi Finally
„Kataomoi Finally” (jap. 片想いFinally) – ósmy singel japońskiego zespołu SKE48, wydany w Japonii 25 stycznia 2012 roku przez avex trax.
Singel został wydany w czterech edycjach: trzech regularnych (Type A, Type B, Type C) oraz „teatralnej” (CD). Pierwsze wydanie edycji regularnych z ograniczonym nakładem zawierało inną okładkę i dodatkowo pocztówkę. Osiągnął 1 pozycję w rankingu Oricon i pozostał na liście przez 20 tygodni, sprzedał się w nakładzie 592 947 egzemplarzy. Singel zdobył status podwójnej platynowej płyty.

## Lista utworów
Wszystkie utwory zostały napisane przez Yasushiego Akimoto.

### Type A
| CD  | | | |      |
| Nr  | Tytuł | Kompozycja | Aranżacja | Czas |
| 1.  | „Kataomoi Finally” (jap. 片想いFinally)                                                                                   | Yoshimasa Inoue | Yoshimasa Inoue | 4:31 |
| 2.  | „Hanikami Lollipop” (jap. はにかみロリーポップ) (wyk. Shirogumi)                                                          | Satoshi Ikezawa | Takeshi Masuda | 3:59 |
| 3.  | „Kyō made no koto, korekara no koto” (jap. 今日までのこと、これからのこと)                                                | Yūsuke Shirato | Yūsuke Itagaki | 5:25 |
| 4.  | „Kataomoi Finally” (jap. 片想いFinally) (off vocal)                                                                       | Yoshimasa Inoue | Yoshimasa Inoue | 4:31 |
| 5.  | „Hanikami Lollipop” (jap. はにかみロリーポップ) (off vocal)                                                               | Satoshi Ikezawa | Takeshi Masuda | 3:59 |
| 6.  | „Kyō made no koto, korekara no koto” (jap. 今日までのこと、これからのこと) (off vocal)                                    | Yūsuke Shirato | Yūsuke Itagaki | 5:25 |
| DVD | | | |      |
| Nr  | Tytuł | Tytuł | Tytuł | Czas |
| 1.  | „Kataomoi Finally” (jap. 片想いFinally) (Music Video)                                                                     | „Kataomoi Finally” (jap. 片想いFinally) (Music Video)                                                                     | „Kataomoi Finally” (jap. 片想いFinally) (Music Video)                                                                     |      |
| 2.  | „Hanikami Lollipop” (jap. はにかみロリーポップ) (Music Video)                                                             | „Hanikami Lollipop” (jap. はにかみロリーポップ) (Music Video)                                                             | „Hanikami Lollipop” (jap. はにかみロリーポップ) (Music Video)                                                             |      |
| 3.  | „Tokuten eizō „SKE48 kōhaku taikō maruhigei nintei taikai PART1”” (jap. 特典映像「SKE48紅白対抗 マル秘芸認定大会 PART1」) | „Tokuten eizō „SKE48 kōhaku taikō maruhigei nintei taikai PART1”” (jap. 特典映像「SKE48紅白対抗 マル秘芸認定大会 PART1」) | „Tokuten eizō „SKE48 kōhaku taikō maruhigei nintei taikai PART1”” (jap. 特典映像「SKE48紅白対抗 マル秘芸認定大会 PART1」) |      |

### Type B
| CD  | | | |      |
| Nr  | Tytuł | Kompozycja | Aranżacja | Czas |
| 1.  | „Kataomoi Finally” (jap. 片想いFinally)                                                                                   | Yoshimasa Inoue | Yoshimasa Inoue | 4:31 |
| 2.  | „Koe ga kasureru kurai” (jap. 声がかすれるくらい) (wyk. Akagumi)                                                          | Ikujirō Okamura | Ikujirō Okamura | 4:00 |
| 3.  | „Kyō made no koto, korekara no koto” (jap. 今日までのこと、これからのこと)                                                | Yūsuke Shirato | Yūsuke Itagaki | 5:25 |
| 4.  | „Kataomoi Finally” (jap. 片想いFinally) (off vocal)                                                                       | Yoshimasa Inoue | Yoshimasa Inoue | 4:31 |
| 5.  | „Koe ga kasureru kurai” (jap. 声がかすれるくらい) (off vocal)                                                             | Ikujirō Okamura | Ikujirō Okamura | 4:00 |
| 6.  | „Kyō made no koto, korekara no koto” (jap. 今日までのこと、これからのこと) (off vocal)                                    | Yūsuke Shirato | Yūsuke Itagaki | 5:25 |
| DVD | | | |      |
| Nr  | Tytuł | Tytuł | Tytuł | Czas |
| 1.  | „Kataomoi Finally” (jap. 片想いFinally) (Music Video)                                                                     | „Kataomoi Finally” (jap. 片想いFinally) (Music Video)                                                                     | „Kataomoi Finally” (jap. 片想いFinally) (Music Video)                                                                     |      |
| 2.  | „Koe ga kasureru kurai” (jap. 声がかすれるくらい) (Music Video)                                                           | „Koe ga kasureru kurai” (jap. 声がかすれるくらい) (Music Video)                                                           | „Koe ga kasureru kurai” (jap. 声がかすれるくらい) (Music Video)                                                           |      |
| 3.  | „Tokuten eizō „SKE48 kōhaku taikō maruhigei nintei taikai PART2”” (jap. 特典映像「SKE48紅白対抗 マル秘芸認定大会 PART2」) | „Tokuten eizō „SKE48 kōhaku taikō maruhigei nintei taikai PART2”” (jap. 特典映像「SKE48紅白対抗 マル秘芸認定大会 PART2」) | „Tokuten eizō „SKE48 kōhaku taikō maruhigei nintei taikai PART2”” (jap. 特典映像「SKE48紅白対抗 マル秘芸認定大会 PART2」) |      |

### Type C
| CD  | | | |      |
| Nr  | Tytuł | Kompozycja | Aranżacja | Czas |
| 1.  | „Kataomoi Finally” (jap. 片想いFinally)                                                                                             | Yoshimasa Inoue | Yoshimasa Inoue | 4:31 |
| 2.  | „Kamoku na tsuki” (jap. 寡黙な月) (wyk. Selection 8)                                                                                | Keiichi Kondō | Yūichi "Masa" Nonaka | 4:12 |
| 3.  | „Kyō made no koto, korekara no koto” (jap. 今日までのこと、これからのこと)                                                          | Yūsuke Shirato | Yūsuke Itagaki | 5:25 |
| 4.  | „Kataomoi Finally” (jap. 片想いFinally) (off vocal)                                                                                 | Yoshimasa Inoue | Yoshimasa Inoue | 4:31 |
| 5.  | „Kamoku na tsuki” (jap. 寡黙な月) (off vocal)                                                                                       | Keiichi Kondō | Yūichi "Masa" Nonaka | 4:12 |
| 6.  | „Kyō made no koto, korekara no koto” (jap. 今日までのこと、これからのこと) (off vocal)                                              | Yūsuke Shirato | Yūsuke Itagaki | 5:25 |
| DVD | | | |      |
| Nr  | Tytuł | Tytuł | Tytuł | Czas |
| 1.  | „Kataomoi Finally” (jap. 片想いFinally) (Music Video)                                                                               | „Kataomoi Finally” (jap. 片想いFinally) (Music Video)                                                                               | „Kataomoi Finally” (jap. 片想いFinally) (Music Video)                                                                               |      |
| 2.  | „Koe ga kasureru kurai” (jap. 声がかすれるくらい) (Music Video)                                                                     | „Koe ga kasureru kurai” (jap. 声がかすれるくらい) (Music Video)                                                                     | „Koe ga kasureru kurai” (jap. 声がかすれるくらい) (Music Video)                                                                     |      |
| 3.  | „Tokuten eizō I „SKE48 kōhaku taikō maruhigei nintei taikai”” (jap. 特典映像I「SKE48紅白対抗 マル秘芸認定大会」)                    | „Tokuten eizō I „SKE48 kōhaku taikō maruhigei nintei taikai”” (jap. 特典映像I「SKE48紅白対抗 マル秘芸認定大会」)                    | „Tokuten eizō I „SKE48 kōhaku taikō maruhigei nintei taikai”” (jap. 特典映像I「SKE48紅白対抗 マル秘芸認定大会」)                    |      |
| 4.  | „Tokuten eizō II „KII Original kōen e no kiseki” documentary movie” (jap. 特典映像II「KIIオリジナル公演への軌跡」documentary movie) | „Tokuten eizō II „KII Original kōen e no kiseki” documentary movie” (jap. 特典映像II「KIIオリジナル公演への軌跡」documentary movie) | „Tokuten eizō II „KII Original kōen e no kiseki” documentary movie” (jap. 特典映像II「KIIオリジナル公演への軌跡」documentary movie) |      |

### Wer. teatralna
| CD |                                                                  |                 |                 |      |
| Nr | Tytuł                                                            | Kompozycja      | Aranżacja       | Czas |
| 1. | „Kataomoi Finally” (jap. 片想いFinally)                          | Yoshimasa Inoue | Yoshimasa Inoue | 4:31 |
| 2. | „Hanikami Lollipop” (jap. はにかみロリーポップ) (wyk. Shirogumi) | Satoshi Ikezawa | Takeshi Masuda  | 3:59 |
| 3. | „Koe ga kasureru kurai” (jap. 声がかすれるくらい) (wyk. Akagumi) | Ikujirō Okamura | Ikujirō Okamura | 4:00 |
| 4. | „SKE48 8th single medley”                                        |                 |                 |      |
| 5. | „Kataomoi Finally” (jap. 片想いFinally) (off vocal)              | Yoshimasa Inoue | Yoshimasa Inoue | 4:31 |
| 6. | „Hanikami Lollipop” (jap. はにかみロリーポップ) (off vocal)      | Satoshi Ikezawa | Takeshi Masuda  | 3:59 |
| 7. | „Koe ga kasureru kurai” (jap. 声がかすれるくらい) (off vocal)    | Ikujirō Okamura | Ikujirō Okamura | 4:00 |

## Skład zespołu
| „Kataomoi Finally” |
| --- |
| - Team S: Masana Ōya, Yuria Kizaki, Mizuki Kuwabara, Akari Suda, Kanako Hiramatsu, Jurina Matsui (środek), Rena Matsui (środek), Kumi Yagami - Team KII: Shiori Ogiso, Akane Takayanagi, Sawako Hata, Airi Furukawa, Rina Matsumoto, Manatsu Mukaida - Team E: Shiori Kaneko, Kanon Kimoto |

| „Hanikami Lollipop” |
| --- |
| - Team S: Haruka Ono, Yūka Nakanishi, Rikako Hirata, Jurina Matsui (środek) - Team KII: Riho Abiru, Anna Ishida, Risako Gotō, Tomoka Wakabayashi - Team E: Kyōka Isohara, Aya Shibata, Erika Yamada - Kenkyūsei: Makiko Saitō |

| „Kyō made no koto, korekara no koto” |
| --- |
| Piosenka jest wykonywana przez wszystkie członkinie SKE48 w momencie wydania. - Team S: Haruka Ono, Masana Ōya, Rumi Katō, Yuria Kizaki, Yukiko Kinoshita, Mizuki Kuwabara, Akari Suda, Shiori Takada, Aki Deguchi, Yūka Nakanishi, Rikako Hirata, Kanako Hiramatsu, Jurina Matsui, Rena Matsui, Kumi Yagami - Team KII: Ririna Akaeda, Riho Abiru, Anna Ishida, Shiori Ogiso, Tomoko Katō, Risako Gotō, Seira Satō, Mieko Satō, Akane Takayanagi, Sawako Hata, Airi Furukawa, Rina Matsumoto, Manatsu Mukaida, Miki Yakata, Reika Yamada, Tomoka Wakabayashi - Team E: Kyōka Isohara, Kasumi Ueno, Madoka Umemoto, Shiori Kaneko, Kanon Kimoto, Ami Kobayashi, Mei Sakai, Aya Shibata, Yumana Takagi, Mai Takeuchi, Rika Tsuzuki, Minami Hara, Haruka Mano, Yukari Yamashita, Erika Yamada - Kenkyūsei: Shiori Iguchi, Asana Inuzuka, Mikoto Uchiyama, Momona Kitō, Emiri Kobayashi, Makiko Saitō, Kaori Matsumura, Honoka Mizuno |

| „Koe ga kasureru kurai” |
| --- |
| - Team S: Rumi Katō, Yukiko Kinoshita, Shiori Takada, Aki Deguchi, Rena Matsui (środek) - Team KII: Seira Satō, Miki Yakata - Team E: Kasumi Ueno, Madoka Umemoto, Minami Hara, Haruka Mano, Yukari Yamashita |

| „Kamoku na tsuki” |
| --- |
| - Team S: Yuria Kizaki, Jurina Matsui, Rena Matsui, Kumi Yagami - Team KII: Anna Ishida, Shiori Ogiso, Akane Takayanagi - Team E: Kanon Kimoto |

## Notowania
| Lista                             | Pozycja |
| --------------------------------- | ------- |
| Oricon Weekly Singles Chart       | 1       |
| Oricon Yearly Singles Chart       | 8       |
| Billboard Japan Hot 100           | 1       |
| Billboard Japan Hot Singles Sales | 1       |

## Inne wersje
- Indonezyjska grupa JKT48, wydała własną wersję piosenki „Hanikami Lollipop” na piątym singlu Flying Get w 2014 roku.